# 沈鸿
沈鸿（1906年—1998年），浙江海宁人，中国机械工程学家、中国科学院院士。第五、六届全国人大常委。

## 生平
因家境贫寒，小学未毕业，沈鸿即于1919年开始在上海布店当学徒。后通过自学成才，与他人合伙经营上海利用五金厂，生产民用锁。1937年抗日战争全面爆发后，工厂内迁。8月，携机床抵达武汉。经八路军驻武汉办事处处长钱之光介绍，于1938年抵达陕甘宁边区，开始为八路军服务。沈鸿历任陕甘宁机器厂、晋察冀兵工局的工程师。他为陕甘宁边区的工业发展，作出巨大贡献。故毛泽东、林伯渠称他为边区“工业之父”。毛泽东为他题写了“无限忠诚”的奖状。1944年，毛泽东撰文称赞沈鸿、陈振夏，指“他们不是共产党员，但是他们的心和共产党员一样，都是为了打倒日本帝国主义而艰苦奋斗的。”1947年，沈鸿加入中国共产党。
1949年9月，沈鸿出席第一届全国人民政治协商会议，是代表中华全国总工会的候补代表。中华人民共和国建立后，任中央政府财政经济委员会计划局重工业处处长。曾参与156项等事宜。1953年起，任三机部部长助理、电机部副部长、煤炭部副部长、农机部副部长、第一机械工业部副部长。1979年，任国家机械工业委员会副主任。1980年当选为中国科学院院士（学部委员）。1986年6月，中国科学技术协会第三次全国代表大会在北京召开，选举产生第三届全国委员会。6月28日，第三届全国委员会第一次会议召开，推举其为荣誉委员。

## 备注
1. ↑  原文记载于《毛泽东文集·第三卷》[2]。